# Rosa Mota
Rosa Maria Correia dos Santos Mota, portugalska atletinja, * 29. junij 1958, Porto, Portugalska.
Nastopila je na poletnih olimpijskih igrah v letih 1984 in 1988. Leta 1988 je osvojila naslov olimpijske prvakinje v maratonu, leta 1984 pa je bila v tej disciplini bronasta. Na svetovnih prvenstvih je osvojila naslov prvakinje leta 1987, na evropskih prvenstvih pa tri zaporedne naslove prvakinje. Dvakrat je osvojila Bostonski maraton in Chicaški maraton, enkrat pa Londonski maraton, Rotterdamski maraton, Osaški maraton in Tokijski maraton.